# サミット駅
サミット駅（英語：Summit Station）は、イリノイ州サミット アーチャー・アヴェニューおよびサウス・センター・アヴェニューにある駅。全米各地を結ぶ旅客鉄道のアムトラックとシカゴ近郊の通勤輸送を担うメトラが乗り入れている。

## 利用可能な鉄道路線／列車
アムトラックのサミット駅に発着する列車は下記の通り。
シカゴとセントルイス間の昼行中距離列車リンカーン・サービス…1日3.5往復停車
メトラの発着路線は下記の通り。
サミット駅とシカゴを結ぶメトラヘリテージ回廊